# Popular Song
Popular Song è un singolo del cantante britannico Mika in collaborazione con la cantante statunitense Ariana Grande, pubblicato il 23 dicembre 2012 come quinto singolo tratto dal suo terzo album in studio The Origin of Love. Il brano è stato successivamente incluso nell'album di debutto della Grande Yours Truly.

## Descrizione
Il brano, che vede la partecipazione della cantante statunitense Ariana Grande, è stato scritto da Mika, Priscilla Renea, Mathieu Jomphe e Stephen Schwartz, e prodotta da Mika e Greg Wells. È basata sulla canzone originale Popular tratta dal musical Wicked.

## Tracce
Testi e musiche di Michael Holbrook Penniman Jr, Priscilla Renea, Mathieu Jomphe e Stephen Schwartz.
Download digitale
1. Popular Song (feat. Ariana Grande) – 3:20

CD singolo promozionale
1. Popular Song (feat. Ariana Grande) – 3:20
2. Popular Song (feat. Priscilla Renea) – 3:20
3. Popular Song (Radio Instrumental) – 3:20

## Classifiche
| Classifica (2013) | Posizione Massima |
| ----------------- | ----------------- |
| Australia         | 71                |
| Belgio (Fiandre)  | 12                |
| Belgio (Vallonia) | 3                 |
| Paesi Bassi       | 92                |
| Stati Uniti       | 87                |